# Vera Talchi
Anne Vera Talchi (* 17. August 1934 in Nizza als Vera Talqui; † 16./17. Februar 2024 in Tourrette-Levens) war eine französische Schauspielerin italienischer Herkunft.
Talchi wuchs zweisprachig auf. Im Alter von 15 Jahren begann sie ihre kurze Schauspielkarriere, die bis zu ihrem 23. Lebensjahr dauerte.

## Filmografie (Auswahl)
- 1949: Die Mauern von Malapaga (Le mura di Malapaga)
- 1952: Bouquet de joie
- 1952: Don Camillo und Peppone (Le petite monde de Don Camillo)
- 1957: Quand vient l'amour
- 1957: Die Pariserin (Une parisienne)